# Football Club Séquence de Dixinn
Il Football Club Séquence de Dixinn è una società calcistica con sede a Dixinn in Guinea.
Gioca le gare casalinghe al 28 Septembre Conakry e milita nella massima serie calcistica guineana.
Il club ha vinto tre coppe di guinea consecutive e grazie a questi successi il Sequence detiene il record di maggior numero di vittorie consecutive in Coppa di guinea.

## Palmarès
- Guinée Coupe Nationale: 3

2010, 2011, 2012
- Supercoupe de Guinée:1

2010

## Partecipazioni a competizioni CAF
- CAF Confederation Cup: 3 partecipazioni

2011 - Preliminari
2012 -
2013 -